# Bill Stone
Bill Stone urodzony jako Arthur George Stone (ur. 10 czerwca 1939 w Ngāruawāhia, zm. 10 kwietnia 2012 w Pukekohe) – nowozelandzki inżynier w zespołach March Engineering, Reynard F1, British American Racing, Red Bull Racing Formuły 1.

## Życiorys
Wychowywał się na farmie rodziców, szybko nauczył się prowadzić ciągnik. W wieku 18 lat obsługiwał duże koparki i spycharki m.in. podczas budowy lotniska na Fidżi. Stone sam opłacał swoje sprinty i wyścigi górskie w Nowej Zelandii.
W 1964 roku Stone startował w Formule Junior w Cooperze T52, tym samym bolidem wystartował w Grand Prix Nowej Zelandii w 1965 i 1966 roku.
W 1968 roku wystartował w Tasman Series w bolidzie Brabham BT6.
Przeniósł się do Anglii w Wielkiej Brytanii, gdzie od Franka Williamsa kupił rozbity bolid – Brabham BT21, odbudował go i przy współpracy przyjaciela Jimmy’ego Stone’a, startował w europejskich wyścigach.
W 1969 roku Stone kupił McLarena M4A i startował nim w wyciach, przed końcem sezonu jego budżet został wyczerpany.
Robina Herda zaproponował mu zaprojektowanie pierwszego bolidu Formuły 1 March Engineering – March 693. Pracował dla zespołu zależnego od Marcha, który był odpowiedzialny za budowę pierwszego bolidu Formuły Ford.
Stone objął stanowisko kierownika produkcji w firmie March.
W 1971 roku Bill Stone rozpoczął pracę z Adrianem Reynardem, gdy odszedł z March założył zespół Sabre Automotive, firma stała się podwykonawcą Marcha, Chevrona i Mallocka.
W latach 70. XX wieku Stone powrócił do Nowej Zelandii ze swoją żoną Maurą, Sabre Automotive została przekształcona w Reynard Racing Cars. W latach 90. Reynard Racing Cars stała się największą firmą produkującą samochody wyścigowe.
Bill Stone w Nowej Zelandii kupił farmę o powierzchni 60 hektarów, hodował kozy angorskie oraz prowadził złomowisko samochodów. Pracował w firmie produkującej przyczepy.
Stone wrócił do Anglii, założył Bill Stone Engineering, która stała się podwykonawcą firmy Mallock.
Stone dołączył do Andy Rouse Engineering na stanowisku jako menedżera zespołu, gdzie pracował do końca 1995 roku kiedy Andy Rouse przekonał go do objęcia stanowiska szefa zespołu Chryslera w North American Touring Car Championship.
Stone pracował przy powstaniu zespołu Formuły 1 British American Racing, gdzie był także inżynierem.
2001 roku Sone rozpoczął pracę dla zespołu Formuły 1 Minardi.
W połowie pierwszej dekady XXI wieku ponownie wrócił do Nowej Zelandii, z drugą żoną Susanne.
Kupił samochód do wyścigów żużlowych oraz Mallocka Mk6B do wyścigów na torach.
W 2011 roku wygrał wyścig Formuły Ford na torze Hampton Downs Motorsport Park w Nowej Zelandii, był to dla niego ostatni wyścig w karierze.
Zmarł we śnie w łóżku swojego domu 10 kwietnia 2012 roku przy żonie Susanne.